# توم فيليبس (لاعب كرة قاعدة)
توم فيليبس (بالإنجليزية: Tom Phillips)‏ هو لاعب كرة قاعدة أمريكي، ولد في 5 أبريل 1889 في فيليبسبورغ سنتر مقاطعة في الولايات المتحدة، وتوفي بنفس المكان في 12 أبريل 1929.

## وصلات خارجية
- توم فيليبس على موقعبيزبول رفرنس.كوم (الدوري الرئيسي) (الإنجليزية)
- توم فيليبس على موقعبيزبول رفرنس.كوم (الدوري الثانوي) (الإنجليزية)